# Under the Blade
Under The Blade, er første album af Twisted Sister, udgivet 1982, 18. september.

Albummet indeholdte følgende sange:
1. What You Don't Know (Sure Can Hurt You)
2. Bad Boys (Of Rock 'n' Roll)
3. Run for Your Life
4. Sin After Sin
5. Shoot 'em Down
6. Destroyer
7. Under the Blade
8. Tear It Loose
9. Day of the Rocker